# Caueira
A bela Praia da Caueira em Sergipe
Caueira é uma praia localizada no município brasileiro de Itaporanga d'Ajuda (Sergipe), a cerca de trinta quilômetros da capital do estado, Aracaju. Apesar de a infraestrutura ser simples, ela é bastante movimentada nos finais de semana.

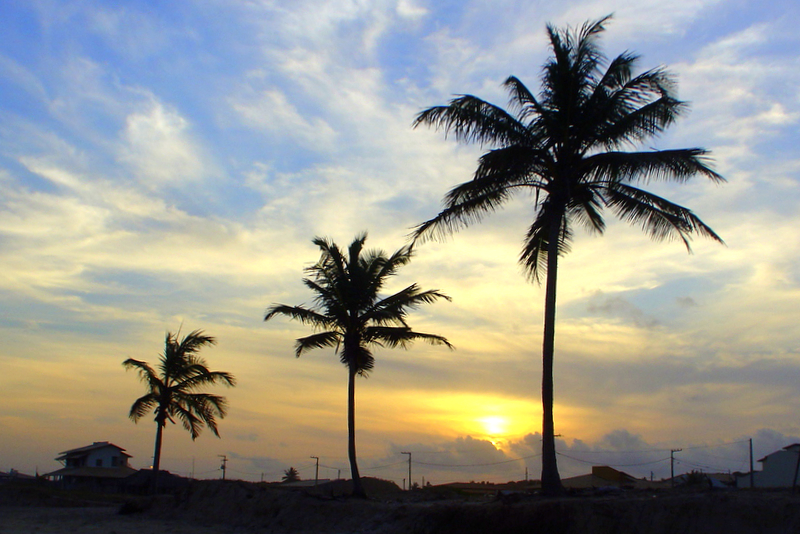
O pôr do sol visto da Praia da Caueira ao entardecer.